# Robert Keith († 1446)
Sir Robert Keith (* nach 1414; † 1446) war ein schottischer Adliger und Marschall von Schottland.
Er war der älteste Sohn und Erbe des Sir William Keith († 1444) und der Mary Hamilton.
Spätestens im Februar 1440 war er zum Ritter geschlagen worden.
Beim Tod seines Vaters erbte er von diesem das Staatsamt des Great Marischal of Scotland sowie die Chiefwürde des Clan Keith.
Er heiratete Janet Seton, Tochter des Sir John Seton of Seton († um 1434). Mit ihr hatte er eine Tochter, Janet Keith, die um 1464 Andrew Gray, 2. Lord Gray heiratete.
Mangels männlicher Nachkommen fielen bei seinem Tod 1446 das Marschallsamt und die Chiefwürde an seinen jüngeren Bruder William.